# Carlia gracilis
Carlia gracilis är en ödleart som beskrevs av  Storr 1974. Carlia gracilis ingår i släktet Carlia och familjen skinkar. IUCN kategoriserar arten globalt som livskraftig. Inga underarter finns listade.